# 巴青县
巴青县（藏語：སྦྲ་ཆེན་རྫོང，威利转写：sbra chen rdzong，藏语拼音：Baqên Zong）是中華人民共和國西藏自治区那曲市东部的一個縣。「巴青」藏语意为“大牛毛帐篷”。

## 行政区划
巴青县下辖3个镇、7个乡：
拉西镇、杂色镇、雅安镇、江绵乡、玛如乡、阿秀乡、贡日乡、岗切乡、巴青乡和本塔乡。

## 人口
根據那曲市第七次全國人口普查公報顯示，截止2020年11月1日零時，巴青縣常住人口為56200人。

## 交通
- 317国道过境。